# Christopher Larkin

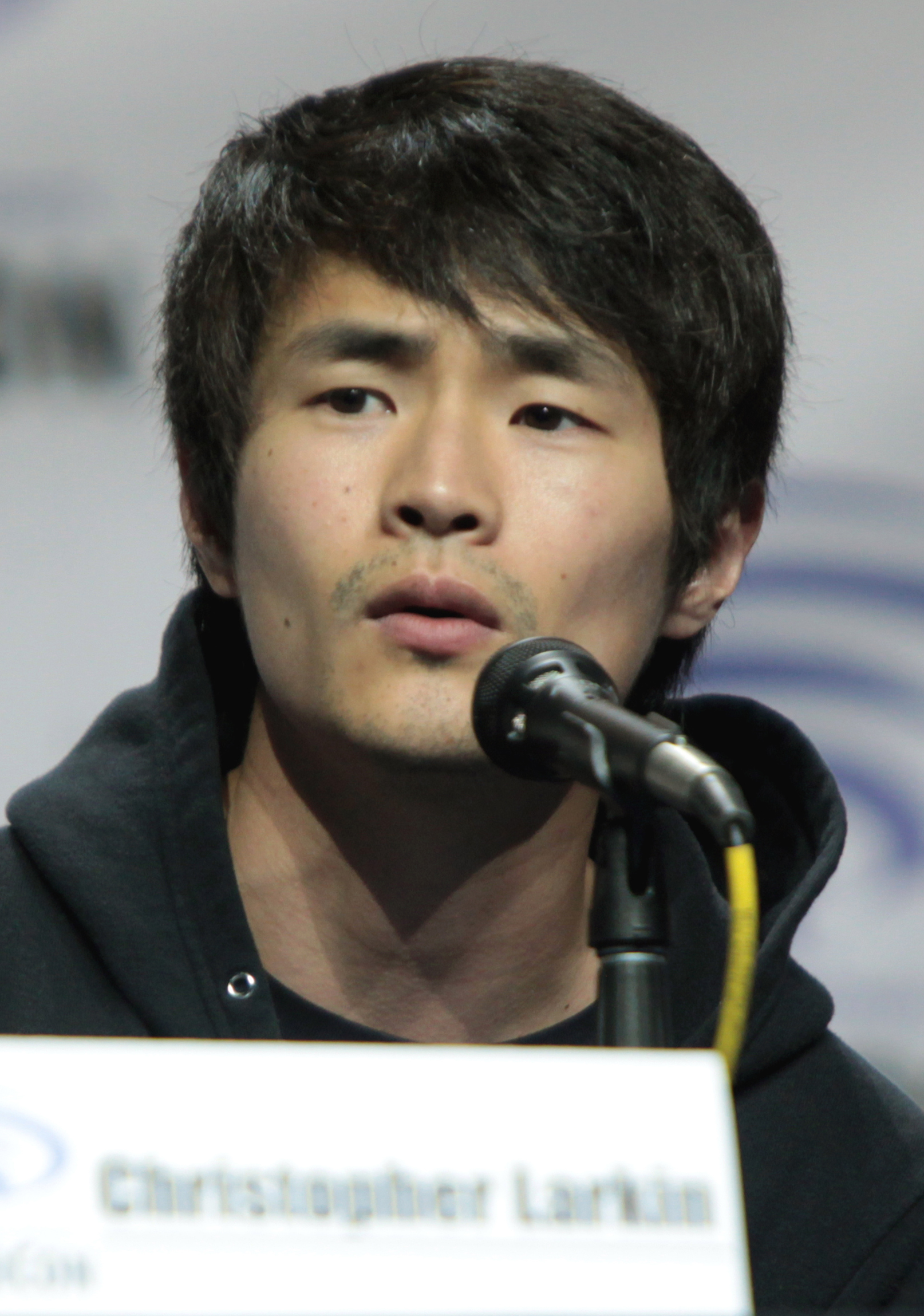
Christopher Larkin auf der WonderCon 2016

Christopher Larkin (* 2. Oktober 1987 in Daegu, Südkorea) ist ein amerikanischer Schauspieler. Bekannt wurde er 2014 durch seine Rolle als Monty Green in der CW Serie The 100.

## Leben
Larkin wurde in Daegu, Südkorea geboren. Mit 4 Monaten wurde er von dem Ehepaar Elaine und Peter Larkin adoptiert und wuchs in Hebron, Connecticut auf.
Er gab sein Filmdebüt 2001 als Hauptrolle in dem Film The Flamingo Rising. Außerdem hatte er mehrere Gastrollen in verschiedenen Fernsehserien, bis er 2014 die Rolle als Monty Green in der CW-Serie The 100 antrat. Privat spielt Larkin Gitarre in der Band D’Artagnan.

## Filmografie

### Filme
- 2001: The Flamingo Rising (Fernsehfilm)
- 2005: Strangers with Candy
- 2006: The Big Bad Swim

### Serien
- 2008: Liebe, Lüge, Leidenschaft (One Life to Live, eine Episode)
- 2011: Cooper and Stone (Pilotfilm)
- 2012: Squad 85 (sechs Episoden)
- 2013: 90210 (eine Episode)
- 2013: Awkward – Mein sogenanntes Leben (Awkward, eine Episode)
- 2014–2019: The 100
- 2019: Stadtgeschichten (Tales of the City, sieben Episoden)